# Robert Bartholow

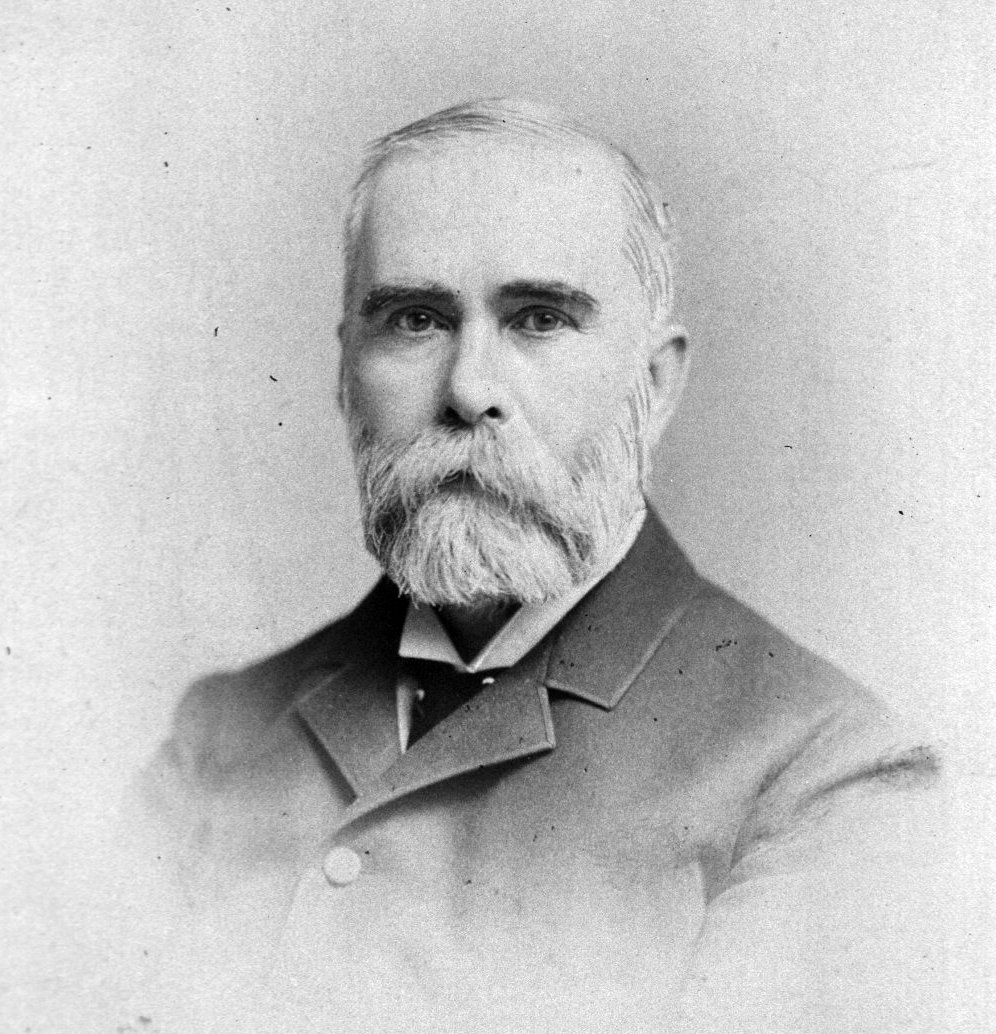
Robert Bartholow

Robert Bartholow oder Roberts Bartholow (* 28. November 1831; † 1904) war ein amerikanischer Arzt aus New Windsor, Maryland.

## Leben
Robert Bartholow erlangte seinen Abschluss in Medizin an der Universität Maryland im Jahre 1852. Von 1855 bis 1864 arbeitete er als Chirurg in der US-Armee. Von 1864 bis 1879 war er Professor am Medical College von Ohio. Anschließend wurde er Professor am Jefferson Medical College in Philadelphia.
Bekannt wurde Bartholow durch die Anwendung von elektrischem Strom auf die Dura mater einer Patientin. Im Jahre 1874 präsentierte Bartholow die 30-jährige Mary Rafferty, die ein im Durchmesser zwei Zoll großes Loch in ihrem Schädel hatte, dass durch ein krebsartiges Geschwür verursacht wurde. Durch Tierversuche von David Ferrier inspiriert, wendete Bartholow kleine elektrische Ströme auf verschiedene Bereiche von Raffertys Kopf an und bemerkte Bewegungen an verschiedenen Stellen des Körpers. Der elektrische Strom schien zudem keinerlei Schmerz bei der Patientin zu verursachen. Als Bartholow jedoch größere Stromstöße auf die Patientin anwendete, fiel diese ins Koma. Aus diesem Koma erwachte Rafferty zwar, erlitt jedoch am Folgetag einen epileptischen Anfall und verstarb.
Die American Medical Association kritisierte Bartholow für dieses Experiment. Seine berufliche Arbeit wurde dadurch jedoch nicht beeinträchtigt. 1893 wurde er am Jefferson Medical College emeritiert.